# Neocynortina dixoni
Neocynortina dixoni is een hooiwagen uit de familie Samoidae.